# Дивинополис
Дивинополис (порт. Divinópolis) — муниципалитет в Бразилии, входит в штат Минас-Жерайс. Составная часть мезорегиона Запад штата Минас-Жерайс. Входит в экономико-статистический микрорегион Дивинополис. Население составляет 207 000 человек на 2007 год. Занимает площадь 708,909 км². Плотность населения — 293,4 чел./км².

## История
Город основан 1 июня 1912 года.
В городе построен один из кампусов Федерального центра технического образования Минас-Жерайс — одного из ведущих бразильских учебных заведений в сфере технологий.

## Статистика
- Валовой внутренний продукт на 2005 год составляет 2,1 миллиарда реалов (данные: Бразильский институт географии и статистики).
- Валовой внутренний продукт на душу населения на 2005 год составляет 10 320,0 реалов (данные: Бразильский институт географии и статистики).
- Индекс развития человеческого потенциала на 2000 год составляет 0,831 (данные: Программа развития ООН).

## География
Климат местности: горный тропический.